# Chrysopa ruizi
Chrysopa ruizi is een insect uit de familie van de gaasvliegen (Chrysopidae), die tot de orde netvleugeligen (Neuroptera) behoort. 
Chrysopa ruizi is voor het eerst wetenschappelijk beschreven door Navás in 1934.